# What a Wonderful World (chanson de Bob Sinclar)
Pour les articles homonymes, voir What a Wonderful World (homonymie).
Singles de Bob Sinclar
What I Want
(2007) Lala Song
(2009)
What a Wonderful World est un single de Bob Sinclar extrait de son album Born in 69. On y retrouve le chanteur Ron Carroll mais aussi le DJ suédois membre de la Swedish House Mafia, Axwell.

## Classement par pays
| Pays                          | Meilleure position |
| ----------------------------- | ------------------ |
| Bulgarie Singles Top 40       | 12e                |
| Pays-Bas (Nederlandse Top 40) | 14e                |
| Suède (Sverigetopplistan)     | 18e                |
| Italie Classement single      | 47e                |
| Royaume-Uni Classement single | 48e                |